# Froma I. Zeitlin
Froma I. Zeitlin (* 9. Mai 1933 in New York City) ist eine US-amerikanische Klassische Philologin.
Froma Zeitlin studierte am Radcliffe College (B.A. 1954) und an der Katholischen Universität von Amerika (M.A. 1965). Ab 1969 lehrte sie als Instructor in Classics am Brooklyn College der City University of New York. Gleichzeitig arbeitete sie an der Columbia University an ihrer Promotion, die sie 1970 erreichte. Anschließend ging sie als Assistant Professor an das Douglass College der Rutgers University.
1992 wurde Froma Zeitlin an der Princeton University zum Charles Ewing Professor of Greek Language and Literature und zum Professor of Comparative Literature ernannt. Seit 1996 leitete sie zugleich den judaistischen Bereich der Princeton University. 1995/1996 wurde sie als Sather Professor an die University of California, Berkeley eingeladen.
Froma Zeitlin gehört zu den ersten Altphilologen, die Strukturalismus, Semiotik und Gender Studies methodisch auf die antike Literatur anwandten. Sie verfasste zahlreiche Aufsätze und Monografien, in denen sie übergreifende kulturelle Themen behandelte, häufig anhand der griechischen Tragödie. Ihre Bücher Under the Sign of the Shield (1982) und Playing the Other (1996) gelten als Standardwerke.
2001 wurde sie in die American Academy of Arts and Sciences gewählt.

## Schriften (Auswahl)
Bücher
- The Ritual World of Greek Tragedy. Ann Arbor 1973
- Under the Sign of the Shield: Semiotics and Aeschylus’ Seven against Thebes. Lanham 1982. Zweite Auflage, Lanham 2009. ISBN 978-0-739125892. – Rezension der zweiten Auflage von C. Michael Sampson, Bryn Mawr Classical Review 2009.09.12
- Playing the Other. Gender and Society in Classical Greek Literature. Chicago 1996. ISBN 0-226-97921-0, (Auszüge online). – Rezension von Victoria Pedrick, Bryn Mawr Classical Review 1998.05.07
- The retrospective muse: pathways through ancient Greek literature and culture. Cornell University Press, Ithaca NY 2023, ISBN 978-1-5017-7296-2 (Ausgewählte Aufsätze). – Rezensionen von Edith Hall, Bryn Mawr Classical Review 2025.01.32; Françoise Létoublon, ebenda 2025.01.31

Herausgeberschaften
- mit John J. Winkler: Nothing to do with Dionysos? Athenian Drama in Its Social Context. Princeton University Press, Princeton 1990, ISBN 0-691-06814-3. – Rezension von Mary Blundell, Bryn Mawr Classical Review 1990.01.10
- mit John J. Winkler und David M. Halperin: Before Sexuality: The Construction of Erotic Experience in the Ancient Greek World. Princeton University Press, Princeton, NJ 1991.
- Jean-Pierre Vernant: Mortals and Immortals. Collected Essays. Princeton 1991. ISBN 0-691-06831-3
- Shirley A. Barlow: The Imagery of Euripides: a study in the dramatic use of pictorial language. Dritte Auflage, Bristol 2008. ISBN 978-1-853997105